# 8 cm Panzerabwehrwerfer 600
A 8 cm Panzerabwehrwerfer 600 (rövidítve 8 cm Pa.W. 600 vagy 8 cm PaW 600, magyarul 8 cm-es páncéltörő gránátvető 600), vagy kevésbé közismert nevén PWK 8H63 egy német páncéltörő fegyver volt a II. világháborúban, amit a Rheinmetall vállalat fejlesztett ki.

## Történet
1943-ban a német hadsereg egyre komolyabb problémákkal nézett szembe, mivel a páncéltörő lövegek mérete és tömege valamint előállítási költsége is egyre nagyobb lett, amit az erősebb szövetséges harckocsik megjelenése indokolt. A tervezőmérnökök azonban a PaK 44-es páncéltörő löveggel egy olyan fegyvert hoztak létre, melyet csak nagy nehézségek árán lehetett előállítani, harctéri mozgatásuk és üzemeltetésük pedig körülményesnek bizonyult. A hadvezetés hamarosan belátta hogy inkább egy könnyű és olcsó ugyanakkor nagy teljesítményű páncéltörő ágyúra lenne szükség. A német szakemberek a hátrasiklás nélküli lövegben látták a megoldás kulcsát, ettől az ötlettől azonban a hadsereg nem volt túlságosan elragadtatva. A hátrasiklás nélküli lövegek ugyanis a hajtótöltet 4/5-ét az ágyú reakcióerejének kompenzálására használták fel, ennek köszönhetően nagy mennyiségű robbanóanyagot emésztettek fel. A legnagyobb akadályt a német üzemek jelentették amelyek amúgy is csak nagy nehézségek árán tudták kielégíteni a német hadsereg robbanóanyag igényeit. Ezért a Rheinmetall mérnökei egy radikálisan új ballisztikai alapelvvel álltak elő. Ez az alapelv a "kis és nagy nyomású rendszer" (Hoch-und-Nieder-druck system) néven vált ismertté.
A töltet robbanásából származó nyomást a nehéz csőfarra összpontosították ahonnan lassan és egyenletesen vezették át a könnyű csőbe. Ez a megoldás nagy nyomást és állandó égést biztosított, ami lassabb de egyenletesebb gyorsítást eredményezett, viszont mindezen tényezők hosszabb időintervallumon belül érvényesültek. Maga a páncéltörő löveg küllemre nem sokban különbözött a kor többi, hasonló rendeltetésű ágyújához képest, néhány paramétert illetően azonban mégsem lehetett ezek közé sorolni. A PAW 600-as ugyanis igen csak könnyűnek számított, tömege mindössze 640 kg, a löveg űrmérete pedig 81,4 mm volt, a hasonló kaliberű (75-88 mm-es) német páncéltörő ágyúk ennél sokkal nehezebbek voltak. Előnyei az alacsony össztömegű sima cső és lövegtalp valamint a testesebb de egyszerű felépítésű ékzár voltak.
A lövegtalp felfüggesztését torziós rugókkal oldották meg, csúszótalp gyanánt pedig egy könnyű kosár alakú elemet használtak melynek belsejébe húzott acélrudakat helyeztek, ezek játszották el a hátrasiklás-dugattyúk szerepét. A rendszer részét képezte a csőegyensúlyozó rúgó is amit rétegelt lemezből készítettek el. Mindez alacsonyabb tömeget biztosított a fúrt tömbacél kivitelű rendszerekkel szemben, amit a hagyományos tüzérségi fegyverekhez használtak, ám túl könnyűnek bizonyult ahhoz hogy tartós ideig tüzeljenek vele illetve szállítsák. Így végül a legtöbb PAW 600-ast hagyományos PaK 38-as ágyútalpra szerelték.

## Rendszeresített lőszerek
A PAW 600-ashoz tervezett lőszer volt az új fegyver rendszer legszokatlanabb része. A meghajtótöltet 360 g diglikolport tartalmazott, a töltet hüvelye pedig a 10,5 cm-es le FH 18-as tüzérségi ágyúhoz használt lőszerből származott. A hüvelyt egy 15 mm-es vastagságú, nehéz, vas lemez fedte le melynek oldalába 8 lyukat fúrtak. Maga a lövedék megegyezett a hagyományos német 81mm-es aknagránáttal amelyet kumulatív páncéltörő töltettel és csapódó gyújtóval láttak el. A gránát nyele üreges volt melynek végét a hüvely lezáró lemezéhez erősítették egy csatlakozó csap segítségével. A gránát és a csap is át volt fúrva amit egy 55 MPa nyomásra elnyíródó csapszeggel tömtek be. Amikor az ágyút elsütötték a hüvelyen belül a meghajtó töltet berobbant, a lőporgázok pedig a záró lemez lyukain keresztül terjeszkedtek, és a lövedék mögött található térrészben torlódtak fel. Amint a nyomás elérte az 55 MPa értéket a rögzítőcsapszeg elnyíródott és a lövedék gyorsulni kezdett. Ezzel a lőszerrel a PAW 600-as löveg akár a 140 mm vastagságú páncélzatot is átlőhette maximum 750 m-es lőtávolságból. A lövedék stabil röptét szárnystabilizálással érték el.
Puha célok ellen a hagyományos repeszromboló aknagránátot használták.

## Harci alkalmazás
1945 januárjában, adták át az első 81 PAW 600-ast, ezeket valószínűleg a 30. és 31. Páncélgránátos-ezred alakulatai használtak a háború végén.